# Guerras romano-hérnicas

Mapa do Lácio no século V a.C. mostrando a região dos hérnicos e demais vizinhos de Roma.

A conquista romana dos hérnicos, um antigo povo itálico, foi completada ainda no século IV a.C. e é parte da unificação da península Itálica sob o controle da República Romana. Durante a maior parte do século V a.C., a República aliou-se com outras tribos latinas e com os hérnicos  para derrotar, com sucesso, os équos e os volscos, mas esta aliança se desmanchou no início do século IV a.C.. Uma guerra foi travada entre romanos e hérnicos entre 366 e 358 a.C. e terminou em vitória romana e na submissão dos hérnicos. Os romanos também sufocaram uma revolta de algumas cidades hérnicas em 307-6 a.C., cidades estas que acabaram incorporadas diretamente à República (as demais permaneceram autônomas e independentes). No século seguinte, o hérnicos já não eram mais distinguíveis de seus vizinhos latinos e romanos e desapareceram enquanto um povo distinto.

## Foedus Cassianum(séc. V a.C.)
Desde pelo menos o início do século a.C. já se registram disputas entre romanos e hérnicos. Em 495 a.C., ele se juntaram aos volscos numa fracassada invasão ao território romano. Em 487 a.C., os próprio hérnicos enfrentaram os romanos em batalha, mas foram novamente derrotados pelo cônsul Caio Aquílio Tusco.
No ano seguinte, os hérnicos aceitaram uma aliança com Roma. Segundo Dionísio de Halicarnasso, os termos eram idênticos ao Foedus Cassianum, uma aliança militar mútua entre as cidades latinas com Roma. Porém, é incerto se hérnicos foram admitidos como parte neste mesmo tratado (transformando-o num tratado tripartite) ou se houve um segundo tratado separado com Roma. Os termos incluíam uma cessão de dois terços das terras hérnicas aos romanos, segundo Lívio. O debate em torno da Lex Cassia agraria, que definia a distribuição destas terras entre romanos e latinos, provocou uma grande discórdia em Roma, o que levou ao julgamento e execução, em 485 a.C., do cônsul por três vezes Espúrio Cássio por perduellio (alta traição), ironicamente a pessoa que negociou o tratado com latinos e hérnicos e que emprestou seu nome ao tratado.
Apesar de os termos exatos do Foedus Cassianum ainda sejam incertos, seu objetivo geral é claro. Durante o século V a.C., os latinos estavam em constante ameaça de invasões por parte dos équos e volscos, partes de um padrão mais amplo de povos falantes do sabélio que migraram dos Apeninos para as planícies da Itália. Lutas contra équos ou volscos ou ambos foram registradas em quase todos os anos da primeira metade do século V a.C.. Esta guerra anual era formada principalmente por raides e contra-raides e não por batalhas campais descritas nas fontes antigas. Na segunda metade do século V, a aliança latino-hérnica parecesse ter interrompido o padrão. As fontes relatava a fundação de diversas colônias neste período enquanto que a menção de guerra contra équos e volscos ficou muito menos frequente. Este arrefecimento, por outro lado, levou ao esfriamento das relações e à percepção de falta de necessidade do próprio tratado. Isto foi especialmente verdadeiro para Roma depois da conquista de Veios em 396 a.C., o que fez dela, claramente, a principal potência no Lácio.

## Deserção dos hérnicos (década de 380 a.C.)

Mapa da expansão dos celtas pela Europa, incluindo a invasão da península Itálica, cujo resultado prático foi o saque de Roma (387 a.C.) e o enfraquecimento de Roma na década seguinte.

Lívio conta que, em 389 a.C., depois de cem anos de leal amizade, latinos e hérnicos abandonaram Roma depois da Batalha do Ália, que resultou no saque de Roma (387 a.C.). Depois, nos dois anos seguintes, latinos e hérnicos fizeram parte de exércitos volscos contra Roma. Os romanos protestaram e se recusaram a devolver seus reféns latinos e hérnicos, mas não declararam guerra.
Lívio considerava o saque de Roma pelos gauleses como um grande desastre que teria encorajado seus vizinhos a se aliarem contra ela. Historiadores modernos, porém, acreditam que a tradição histórica antiga exagerou o impacto do saque. Da mesma forma, eles discordam da opinião de Lívio de que os hérnicos teriam desertado Roma; como o próprio Lívio nota, nenhuma batalha campal entre Roma e os hérnicos foi registrada neste período. O mais provável é que a aliança de Roma com latinos e hérnicos tenha se deteriorado propositalmente. Possivelmente uma política romana para se livrar das obrigações do tratado e obter uma maior liberdade de ação. Mas os latinos e os hérnicos, sem a constante ameaça de équos e volscos, poderiam de fato ter aproveitado a oportunidade do saque gaulês para abandonar a aliança com uma Roma cada vez mais dominante. Apesar de ser possível que este evento tenha feito alguns guerreiros latinos e hérnicos lutarem pelos volscos, é possível também que isto seja outra invenção de Lívio para dar fundamento à sua narrativa. Exceto por estes duvidosos relatos, nenhum conflito aberto foi registrado entre os dois povos até 366 a.C.

## Guerra Hérnica (362–358 a.C.)
Depois de alguns anos pacíficos, os romanos foram à guerra, em 362 a.C., contra os hérnicos, iniciando um período sem precedentes de vitórias para os romanos. Lívio é o único a dar um relato detalhado desta guerra, com exceção dos dois triunfos e uma ovação contra os hérnicos registrados nos Fastos Triunfais.

### Início da guerra
Lívio conta que, em 366 a.C., relatou-se em Roma que os hérnicos haviam se revoltado, mas não foi feito para evitar que a ação fosse conduzida por um cônsul plebeu. Em 363 a.C., para interromper uma epidemia, os romanos nomearam Lúcio Mânlio Capitolino Imperioso ditador para realizar o antigo ritual de "pregar o prego" no Templo de Júpiter Ótimo Máximo. Mânlio, porém, tentou utilizar sua nomeação para assegurar o comando da guerra contra os hérnicos, mas teve que enfrentar o ressentimento do povo e a resistência dos tribunos da plebe, que obrigaram-no a renunciar. Depois de os feciais terem sido enviados aos hérnicos para exigir satisfações, sem sucesso. A Assembleia romana, em 362 a.C., foi votada a guerra. Lúcio Genúcio Aventinense tornou-se o primeiro cônsul plebeu a comandar uma guera, mas os hérnicos conseguiram emboscar Genúcio, que foi morto depois que seu exército foi aniquilado.
Como sempre, Lívio considera os romanos como a parte ofendida, mas é bastante provável que o real motivo da guerra tenha sido a ambição romana sobre as terras hérnicas. O fracasso de Lúcio Mânlio provavelmente não é histórica e teria sido inventada para dar um motivo para a famosa perseguição contra ele, tradicionalmente datada em 362 a.C.

### Ditadura de Ápio Cláudio Crasso
O outro cônsul, um patrício, Quinto Servílio Aala nomeou Ápio Cláudio Crasso como ditador para comandar a guerra. Antes da chegada dele ao fronte, Caio Sulpício Pético assumiu o comando do exército romano. Os hérnicos cercaram o acampamento romano, mas, liderados por Pético, os romanos contra-atacaram e conseguiram forçar uma retirada. Com a chegada do ditador com reforços vindos de Roma, o exército romano dobrou de tamanho. Os hérnicos também chamaram mais tropas e formaram uma nova unidade com 3 000 homens escolhidos entre suas forças. Os romanos e hérnicos estavam acampados em lados opostos de uma ampla planície, separados por duas milhas. Quando a cavalaria romana decidiu que não poderia romper as linhas inimigas com as tradicionais cargas, desmontou e atacou como infantaria, enfrentando justamente a tropa especial dos hérnicos. Depois de uma dura luta, os cavaleiros romanos levaram a melhor e os hérnicos debandaram. No dia seguinte, os romanos demoraram a atacar o acampamento hérnico pela dificuldade em obter presságios favoráveis e, consequentemente, não conseguiu tomar o acampamento antes que noite encerrasse o combate. Durante a noite, os hérnicos abandonaram seu acampamento e recuaram. Vendo os hérnicos em retirada passando por suas muralhas, o povo de Signia atacou e os colocou em fuga desordenada. As baixas romanas foram pesadas, um quarto de sua força, e um considerável número de cavaleiros foram mortos.
A extensa narrativa de Lívio para esta campanha está repleta de características analíticas padrão e muito pouco do detalhe relatado realmente derivou de registros autênticos. O primeiro comando militar de um cônsul plebeu e a subsequente ditadura do patrício conservador Ápio Cláudio liga o relato de Lívio ao "Conflito das Ordens". Por causa deste caráter literário deste episódio e da ausência de um triunfo para Ápio Cláudio  nos Fastos Triunfais, alguns historiadores rejeitam por completo sua ditadura. Oakley(1998) não considera estes argumentos decisivas, mas acredita que uma vitória romana contra os hérnicos, em 362 a.C., seja histórica e, talvez, a ditadura de Ápio Cláudio e o envolvimento de Signia.

### Triunfo de Roma

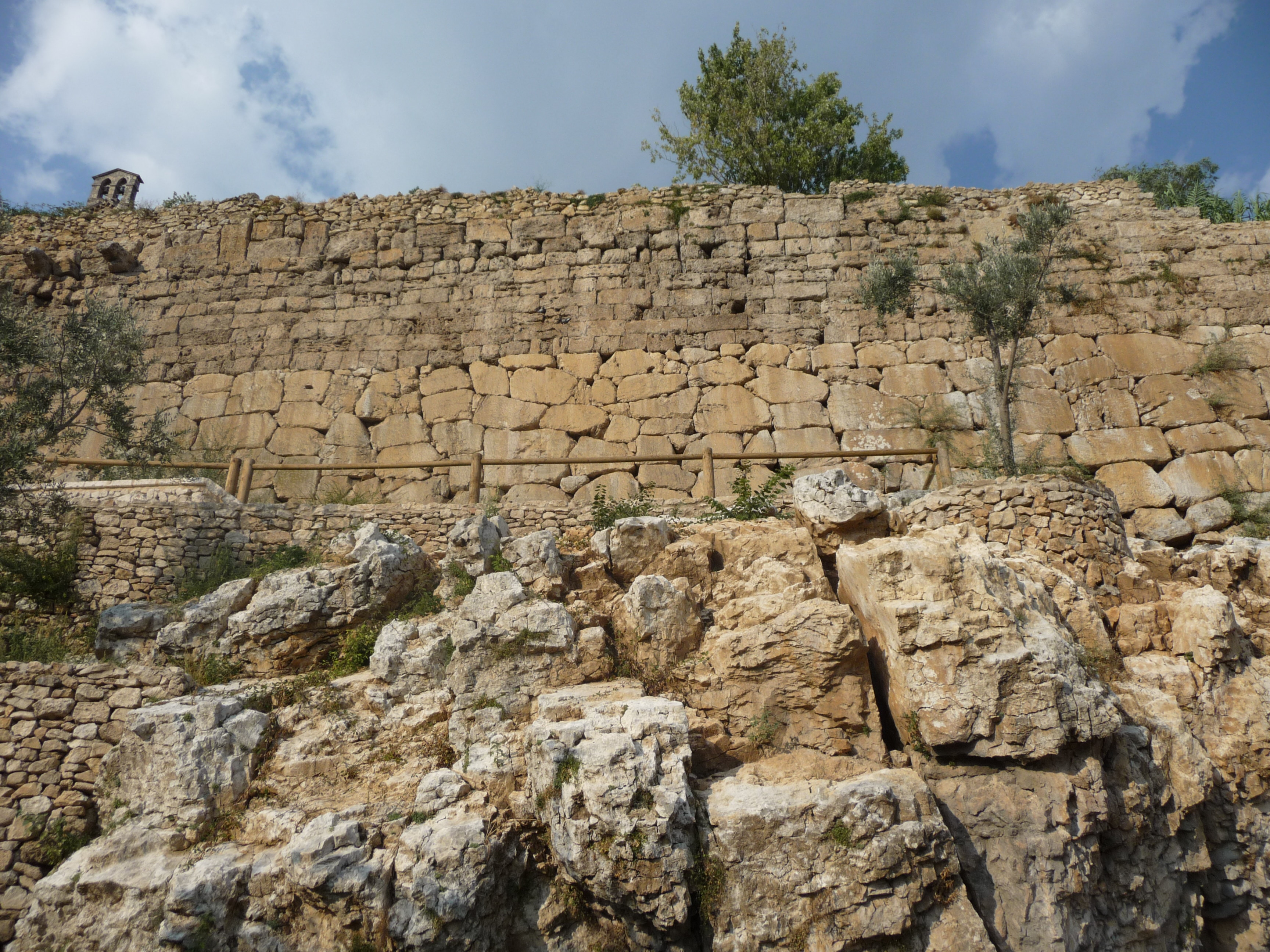
Ruínas da muralha de Ferentino, uma das grandes cidades hérnicas, tomada pelos romanos em 361 a.C. e devolvida logo em seguida.

Os relatos de Lívio para os anos seguintes da Guerra Hérnica são breves, pois ele estava mais interessado nas guerras dos romanos contra os gauleses, travadas na mesma época. Em 361 a.C., os cônsules romanos invadiram o território hérnico. Sem encontras as forças inimigas, os romanos atacaram e tomaram Ferentino. Em 360 a.C., o cônsul Marco Fábio Ambusto recebeu o comando da guerra contra os hérnicos. Ele derrotou os hérnicos primeiro em algumas batalhas menores e depois numa outra, muito maior, contra todas as suas forças reunidas. Estas vitórias valeram uma ovação a Fábio. Dois anos depois, os romanos entregaram o comando da guerra ao cônsul Caio Pláucio Próculo, que derrotou definitivamente os hérnicos e os subjugou. As tribos Pomptina e Publilia foram formadas naquele mesmo ano. Os Fastos Triunfais relatam um triunfo pelo cônsul Caio Sulpício Pético contra os hérnicos em 361 a.C., a ovação de Fábio Ambusto em 360 a.C. (5 de setembro) e o triunfo de Pláucio Próculo em 358 a.C. (15 de maio).
Não há razão específica para duvidar da historicidade destas vitórias romanas, embora seja improvável que a descrição de Lívio sobre a campanha de Fábio, na qual ele teria vencido diversas batalhas menores e depois uma maior, possivelmente um resumo de um relato maior encontrado nas fontes, seja derivada de registros autênticos. Em 358 a.C., os latinos renovaram sua aliança com os romanos quando o Lácio foi ameaçado por uma invasão gaulesa; o temor desta invasão também pode ter influenciado os hérnicos em sua decisão de aceitar um novo tratado com Roma, mas é provável que eles tenham conseguido termos muito menos favoráveis do que os que tinham na antiga aliança. Ferentino é descrita como independente em 306 a.C. e, portanto, deve ter sido devolvida aos hérnicos em algum momento, provavelmente como resultado desta negociação. As duas tribos romanas criadas em 358 a.C., a Pompina estava localizada no território tomado dos volscos. A localização da tribo Publilia é menos certa e os historiadores modernos geralmente o localizam no território tomados dos hérnicos, mas é possível que ela também estivesse em terras volscas.

## Revolta final dos hérnicos (307–306 a.C.)
No final da Segunda Guerra Samnita, em 307 a.C., os romanos encontraram muitos hérnicos entre os prisioneiros de guerra samnitas. Eles foram presos em várias cidades latinas enquanto os romanos investigavam se eles teriam lutado pelos samnitas voluntariamente ou se haviam sido alistados pelo governo hérnico. Por conta disto, parte das cidades hérnicas, liderada por Anagni, se revoltou em 306 a.C., mas a revolta acabou sendo facilmente derrotada pelos cônsules Públio Cornélio Arvina e Quinto Márcio Trêmulo ainda no mesmo ano. Como punição, todas as cidades rebeladas foram anexadas à República Romana e seus habitantes tornaram-se "civitas sine suffragio" ("cidadãos sem direito ao voto"). Alétrio, Ferentino e Verulas mantiveram sua autonomia e gozavam de direitos similares aos das demais cidades latinas.